# Gilching
Gilching est une commune de Bavière (Allemagne), située dans l'arrondissement de Starnberg, dans le district de Haute-Bavière.